# Castianeira stylifera
Castianeira stylifera är en spindelart som beskrevs av Kraus 1955. Castianeira stylifera ingår i släktet Castianeira och familjen flinkspindlar.
Artens utbredningsområde är El Salvador. Inga underarter finns listade i Catalogue of Life.